# Sibusiso Matsenjwa
Sibusiso Bruno Matsenjwa (Siteki, 2 maggio 1988) è un velocista swati.

## Biografia
È stato rappresentante dello stato africano in molte manifestazioni internazionali tra cui due edizioni dei Giochi olimpici a Londra 2012 e a Rio de Janeiro 2016. In quest'ultima occasione è stato portabandiera della delegazione nazionale nel corso della cerimonia d'apertura dei Giochi. Matsenjwa è stato anche detentore dei record nazionali in tutte le specialità di velocità dai 100 ai 400 metri piani.

## Palmarès
| Anno | Manifestazione          | Sede           | Evento      | Risultato        | Prestazione | Note                                     |
| ---- | ----------------------- | -------------- | ----------- | ---------------- | ----------- | ---------------------------------------- |
| 2009 | Mondiali                | Berlino        | 200 m piani | Batteria         | 21"93       | Miglior prestazione personale            |
| 2010 | Mondiali indoor         | Doha           | 60 m piani  | Batteria         | 7"39        |                                          |
| 2011 | Mondiali                | Taegu          | 200 m piani | Batteria         | 21"29       | Miglior prestazione personale            |
| 2011 | Giochi panafricani      | Maputo         | 100 m piani | Semifinale       | 10"43       |                                          |
| 2011 | Giochi panafricani      | Maputo         | 200 m piani | 7º               | 21"08       |                                          |
| 2012 | Mondiali indoor         | Istanbul       | 60 m piani  | Batteria         | 7"04        |                                          |
| 2012 | Campionati africani     | Porto-Novo     | 100 m piani | Batteria         | 10"91       |                                          |
| 2012 | Campionati africani     | Porto-Novo     | 200 m piani | Semifinale       | 21"21       |                                          |
| 2012 | Giochi olimpici         | Londra         | 200 m piani | Batteria         | 20"93       | Record nazionale                         |
| 2013 | Universiadi             | Kazan'         | 100 m piani | Quarti di finale | 10"53       |                                          |
| 2013 | Universiadi             | Kazan'         | 200 m piani | 8º               | 20"99       |                                          |
| 2014 | Mondiali indoor         | Sopot          | 60 m piani  | Batteria         | 6"88        | Record nazionale                         |
| 2014 | Giochi del Commonwealth | Glasgow        | 100 m piani | Batteria         | 10"56       |                                          |
| 2014 | Giochi del Commonwealth | Glasgow        | 200 m piani | Batteria         | 21"08       |                                          |
| 2014 | Campionati africani     | Marrakech      | 100 m piani | Semifinale       | 10"80       |                                          |
| 2015 | Mondiali                | Pechino        | 200 m piani | Batteria         | 20"78       | Miglior prestazione personale stagionale |
| 2015 | Giochi panafricani      | Brazzaville    | 100 m piani | Semifinale       | 10"46       |                                          |
| 2015 | Giochi panafricani      | Brazzaville    | 200 m piani | 6º               | 20"93       |                                          |
| 2016 | Mondiali indoor         | Portland       | 60 m piani  | Batteria         | 6"95        | Miglior prestazione personale stagionale |
| 2016 | Campionati africani     | Durban         | 200 m piani | Semifinale       | dq          |                                          |
| 2016 | Giochi olimpici         | Rio de Janeiro | 200 m piani | Batteria         | 20"63       | Record nazionale                         |
| 2017 | Mondiali                | Londra         | 200 m piani | Batteria         | 20"67       |                                          |
| 2018 | Mondiali indoor         | Birmingham     | 60 m piani  | Batteria         | 6"82        | Record nazionale                         |
| 2018 | Giochi del Commonwealth | Gold Coast     | 100 m piani | Semifinale       | 10"37       |                                          |
| 2018 | Giochi del Commonwealth | Gold Coast     | 200 m piani | Semifinale       | 21"16       |                                          |
| 2018 | Campionati africani     | Asaba          | 200 m piani | Semifinale       | 21"07       |                                          |
| 2019 | Giochi panafricani      | Rabat          | 100 m piani | Semifinale       | 10"54       |                                          |
| 2019 | Giochi panafricani      | Rabat          | 200 m piani | 5º               | 20"83       |                                          |
| 2019 | Mondiali                | Doha           | 200 m piani | Batteria         | 20"85       |                                          |
| 2021 | Giochi olimpici         | Tokyo          | 200 m piani | Semifinale       | 20"22       | Record nazionale                         |
| 2022 | Campionati africani     | Saint-Pierre   | 100 m piani | Semifinale       | 10"41       |                                          |
| 2022 | Campionati africani     | Saint-Pierre   | 200 m piani | Batteria         | 21"08       |                                          |
| 2022 | Mondiali                | Eugene         | 200 m piani | Batteria         | 20"60       |                                          |
| 2022 | Giochi del Commonwealth | Birmingham     | 200 m piani | 7º               | 20"92       |                                          |
| 2023 | Mondiali                | Budapest       | 200 m piani | Batteria         | 20"88       |                                          |
| 2024 | Mondiali indoor         | Glasgow        | 60 m piani  | Batteria         | 6"74        | Record nazionale                         |
| 2024 | Giochi panafricani      | Accra          | 200 m piani | 5º               | 21"12       |                                          |
| 2024 | Campionati africani     | Douala         | 100 m piani | Semifinale       | 10"66       |                                          |
| 2024 | Campionati africani     | Douala         | 4x100 m     | Batteria         | 39"82       |                                          |
| 2024 | Giochi olimpici         | Parigi         | 100 m piani | Batteria         | 10"39       |                                          |